# 16221 Кевінянг
16221 Кевінянг (16221 Kevinyang) — астероїд головного поясу, відкритий 29 лютого 2000 року.
Тіссеранів параметр щодо Юпітера — 3,456.